# روس فيرجاسن
روس فيرجاسن (بالإنجليزية: Ross Fergusson)‏ هو لاعب كرة قدم بريطاني في مركز الوسط، ولد في 1 أبريل 1997 في دامفريس ‏ في المملكة المتحدة. لعب مع كوين أوف ساوث.

## وصلات خارجية
- روس فيرجاسن على موقع قاعدة بيانات كرة القدم.إي يو (الإنجليزية)
- روس فيرجاسن على موقع Soccerbase.com (لاعب) (الإنجليزية)
- روس فيرجاسن على موقع Soccerway.com (الإنجليزية)